# Alfa-kwasy

Wzór strukturalny humulonu

Alfa-kwasy (α-kwasy) – grupa organicznych związków chemicznych o gorzkim smaku występujących w szyszkach chmielu. Głównym związkiem z tej grupy jest humulon, pozostałe α-kwasy różnią się podstawnikami. Zaliczane są one do żywic chmielowych. Zawartość α-kwasów jest jedną z najważniejszych cech jakościowych chmielu. Zarówno masa, jak i skład wytworzonych w szyszkach chmielowych α-kwasów zależą od odmiany chmielu (aromatyczny, goryczkowy), warunków pogodowych i położenia geograficznego. W zależności od sezonu ten sam gatunek chmielu może zawierać odmienne ilości α-kwasów.
| Nazwa chmielu | Zawartość α-kwasów |
| ------------- | ------------------ |
| Lubelski      | 2,0–3,2%           |
| Lomik         | 3,8–5,0%           |
| Sybilla       | 5,2–8,0%           |
| Marynka       | 8,6–10,4%          |
| Izabella      | 6,5–8,5%           |
| Oktawia       | 7,0–9,3%           |
| Iunga         | 9,3–13,2%          |
| Zula          | 7,6–13,2%          |

Zawartość α-kwasów w chmielu ma największe znaczenie w piwowarstwie, gdyż stopień nachmielenia piwa określa się przez ilość α-kwasów, jakie powinny się w nim znaleźć. α-kwasy nie są rozpuszczalne w zimnej wodzie. Dopiero w trakcie gotowania brzeczki piwnej następuje proces izomeryzacji (przekształcenia) w rozpuszczalne izo-α-kwasy (izohumulony), nadające piwu charakterystyczną goryczkę.